# ファーンボロー航空ショー墜落事故
ファーンボロー航空ショー墜落事故（ファーンボローこうくうショーついらくじこ、Farnborough Airshow crash）は、1952年9月6日にイギリス・ハンプシャーで発生した墜落事故である。
同日に開催されていたファーンボロー航空ショーで展示飛行を行なったジェット戦闘機「デ・ハビランド ビクセン（後のデ・ハビランド シービクセン）」の試作機が空中分解を起こし、乗っていた操縦士と観測員に加えて地上にいた29人が死亡、60人が負傷した。
事故調査の結果、航空機前縁の設計不良が原因であることが分かった。その後、ビクセンはこの事故が原因でイギリス空軍よりキャンセルされるが、艦上戦闘機として設計変更を行った「シービクセン」としてイギリス海軍に採用された。さらにこの事故をきっかけとして航空ショー法規制が強化され、その後2015年にショアハム航空ショー墜落事故が発生するまでの期間国内の航空ショーで死者が発生することはなかった。

## 事故の内容
当初飛行を予定していた機体（WG240）が故障したため、航空ショーでの展示飛行は中止となり掛けていた。この機体はビクセンの2番目の試作機であり、ショー初日に超音速飛行を行う予定であった。しかし、搭乗員のデリーとリチャーズが最初の試作機（WG236）を工場より入手、この機体でファーンボロー飛行場まで向かった。
航空ショーにはおよそ12万人の観客が集まった。事故機はまず超音速飛行を行い、続けて高度4万フィートでフライパストを行った。そして速度450ノットで左へ旋回し機首を上げようとした瞬間、機体は空中でバラバラとなった。翼や両エンジンが機体から分離し、搭乗員を乗せたままのコックピットも滑走路近くへ落下した。分離したエンジンは遠くまで飛んで行き、1つのエンジンが観客エリアに落下した。機体の残りの部分は滑走路反対側へ落ちた。これによって地上にいた29人が死亡、60人が負傷した。
事故後、滑走路では清掃が行われ、ホーカー ハンターによる超音速飛行が行われた。

## 事故後
事故を受けて女王エリザベス2世が弔意を表した。
事故調査の結果、前縁設計不良によって機体が空中分解を起こしたことが分かった。これを受けて試作機設計変更が行われ、1953年6月より再度飛行を開始した。ビクセンは当時イギリス空軍が採用を決定していたが、この事故によって空軍は採用をキャンセル、グロスター ジャベリンを代替として採用した。その後、イギリス海軍が空母向け艦上戦闘機としてビクセンを導入することを決め、ビクセンは艦上運用のための改良が行われた上で「シービクセン」の名称で採用された。
また、この事故をきっかけとして航空ショー安全規程が強化された。